# Eine Schule in Cerro Hueso
Eine Schule in Cerro Hueso (Originaltitel Una escuela en Cerro Hueso) ist ein Spielfilm von Betania Cappato, der im Juni 2021 im Rahmen der Internationalen Filmfestspiele Berlin in der Sektion Generation vorgestellt wurde.

## Handlung
Die sechsjährige Ema spricht nicht und zeigt eindeutige autistische Symptome. Nur eine kleine Dorfschule am Río Paraná ist bereit, sie einzuschulen. Emas Eltern Julia und Antonio ziehen deshalb aus der Großstadt aufs Land, wo Julia das rätselhafte Fischsterben vor Ort untersucht und sich Antonio für ein Community-Gardening-Projekt engagiert. Wenn Ema immer wieder zu den Fenstervorhängen des Klassenzimmers geht oder die Umrisse von Zeichnungen an der Wand mit ihren Fingern nachfährt, anstatt dem Unterricht zu folgen, reagiert das Lehrpersonal mit Geduld, aber auch mit Konsequenz. Der Einfluss der Natur, die Unvoreingenommenheit ihrer Mitschülerin Irene und die Begegnungen mit der Stute Estrellita haben eine positive Wirkung auf Ema. Als sie zum ersten Mal lacht, weinen ihre Eltern vor Glück.

## Produktion
Regie führte Betania Cappato, die gemeinsam mit Iván Fund auch das Drehbuch schrieb. Der Film basiert auf der eigenen Familiengeschichte des Bruders der Regisseurin. 

## Kritik
Christin Odoj schreibt im Neuen Deutschland: „... der Film lebt von der Botschaft, dass alle gewinnen, wenn man Schubläden zulässt.“
Anne Küper schreibt in critic.de: „...ein Film nicht der großen Worte, sondern über das Große, das im Kleinen steckt. (...) kein stummer, wohl aber ein leiser Film, bei dem es aufmerksam hinzuschauen und hinzuhören gilt. (..) Es ist das, was A School in Cerro Hueso schafft: Bilder ohne Pathos zu finden für Dinge, die die Sprache übersteigen. Wo die Wörter aufhören, fängt das Kino an.“

## Auszeichnungen
Internationale Filmfestspiele Berlin 2021
- Nominierung in der Sektion Generation